# Lotnisko Rybnik-Gotartowice
Lotnisko Rybnik-Gotartowice (kod ICAO: EPRG) – lotnisko sportowe Aeroklubu ROW w Rybniku, w dzielnicy Gotartowice z polem wzlotów bez nawierzchni sztucznej. Od 1969 figuruje w ewidencji lotnisk Urzędu Lotnictwa Cywilnego pod poz. 11 (nr rejestracyjny 11).
Lotniskiem Rybnik Gotartowice zarządza Aeroklub Rybnickiego Okręgu Węglowego.

## Dane lotniska
Lotnisko użytku wyłącznego. Operacje lotnicze wyłącznie za pisemną zgodą Zarządzającego.
- Lotnisko: Rybnik Gotartowice - EPRG
- Lokalizacja (WGS–84):	
  - 50° 04' 14,24" N
  - 18° 37' 44,08" E
- Częstotliwość lotniska: 122.400 MHz – Rybnik Radio
- Pasy startowe:	
  - 600 × 100 m (090°/270°), trawa
  - 590 × 100 m (120°/300°), trawa
- Elewacja pasa startowego: 255 m / 836,6 ft (n.p.m.)
- Dozwolony ruch lotniczy: VFR
- Wykonywanie lotów nocnych.

Źródło:

## Leśna Baza Lotnicza
W okresie od wczesnej wiosny do późnej jesieni na terenie lotniska stacjonuje Leśna Baza Lotnicza Regionalnej Dyrekcji Lasów Państwowych w Katowicach. Powróciła ona na lotnisko w Rybniku w 1992 po kilkuletniej przerwie w wyniku analizy zagrożenia po pożarze lasu koło Kuźni Raciborskiej w 1992. Regularnie stacjonują dwa samoloty PZL M18 Dromader.

## Historia
Lotnisko w Gotartowicach wybudowano na terenie odstąpionym przez kopalnię „Jankowice”, przy wydatnej pomocy górników ww. kopalni oraz żołnierzy Jednostki Wojskowej OTK z Jarocina.
- 1963 – Zakończono budowę płyty lotniska. Otrzymało ono imię „Bohaterskich Harcerzy Ziemi Rybnickiej”[5].
- 1964 – Zakończono wznoszenie hangaru[5].
- 1966 – 2–5 czerwca na płycie rybnickiego lotniska odbył się Rajd dziennikarzy i pilotów oraz wielkie pokazy lotnicze[6].
- 1983 – Odbyły się Mistrzostwa Polski w akrobacji samolotowej: Marek Chmiel z Aeroklubu ROW zdobył II miejsce[7].
- 1986 – Odbyły się inauguracyjne Międzynarodowe zawody  o memoriał inż. Andrzeja Ablamowicza, których gospodarzem była Aeroklub ROW[8].
- 1988 – Odbyły się XXXII Spadochronowe Mistrzostwa Polski, których gospodarzem była Aeroklub ROW[8].
- 1990 – Na terenie lotniska została wybudowana stacja paliw.
- 2006 – 20–29 lipca na lotnisku zorganizowane były Mistrzostwa Europy w Akrobacji Szybowcowej.
- 2014 – Odbył się pierwszy piknik lotniczy „Dni Aeroklubu”[9].

Źródło: